# جواكيم نابوكو
جواكيم نبوكو (بالبرتغالية: Joaquim Nabuco‏) اسمه جواكيم أوريليو باريتو دي أراوخو نابوكو ولد في 19 أغسطس عام 1849 وتوفي في 17 يناير عام 1910. هو مؤلف وسياسي برازيلي. حارب الرق، وساعد على الغائه. يعد شخصية هامة في الأدب البرازيلي، وتعتبر سيرته الذاتية التي صدرت عام 1900 من التراث الأدبي الكلاسيكي.

## روابط خارجية
- جواكيم نابوكو على موقع الموسوعة البريطانية (الإنجليزية)